# Península de Tautuku
A Península de Tautuku é uma península que fica na costa meridional da Ilha Sul da Nova Zelândia. Fica na região de Otago, a 25 km de Waikawa, na parte ocidental da baía homónima, e na zona conhecida como The Catlins. Nas décadas de 1830 e 1840 estabeleceu-se na península uma estação baleeira, construindo-se mais tarde um porto pesqueiro. Quando essas indústrias entraram em declínio, o porto foi encerrado. Atualmente é local de férias.